# Ariosoma
Ariosoma Swainson, 1838 è un genere di pesci anguilliformi della famiglia Congridae.

## Specie
- Ariosoma anago (Temminck & Schlegel, 1846)
- Ariosoma anagoides (Bleeker, 1853)
- Ariosoma anale (Poey, 1860)
- Ariosoma balearicum (Delaroche, 1809)
- Ariosoma bauchotae Karrer, 1982
- Ariosoma coquettei Smith & Kanazawa, 1977
- Ariosoma gilberti (Ogilby, 1898)
- Ariosoma major (Asano, 1958)
- Ariosoma marginatum (Vaillant & Sauvage, 1875)
- Ariosoma mauritianum (Pappenheim, 1914)
- Ariosoma meeki (Jordan & Snyder, 1900)
- Ariosoma megalops Fowler, 1938
- Ariosoma mellissii (Günther, 1870)
- Ariosoma nancyae Shen, 1998
- Ariosoma nigrimanum Norman, 1939
- Ariosoma obudHerre, 1923
- Ariosoma ophidiophthalmus Karmovskaya, 1991
- Ariosoma opistophthalmus(Ranzani, 1839)
- Ariosoma scheelei (Strömman, 1896)
- Ariosoma selenops Reid, 1934
- Ariosoma shiroanago (Asano, 1958)
- Ariosoma sokotranum Karmovskaya, 1991